# 鋤骨

鋤骨を様々な角度から見たアニメーション。鋤骨を赤で、それ以外の骨を半透明で示してある。出典：[http://lifesciencedb.jp/ag/edit%3flng%3djp%26tp_ap%3d08020601%3aIF00000006000600FFFFFF1NANANANANANANANANANANANA006060%7cFMA71325%3aNANANANANANANANANAS030S%7cFMA269584%3aNANANANANANANANANAS030S%7cFMA269582%3aNANANANANANANANANAS030S%7cFMA9710%3aFF0000NANANANANANAS100S Anatomography

鋤骨（じょこつ）（羅名vomer　pl,vomeris ）とは、頭蓋骨を構成する皮骨性由来の骨で、一次口蓋を構成する最前部の骨である。
ヒトの鋤骨は、前頭部に1つ存在し、篩骨とともに鼻中隔の後下部を形成し、鼻腔構造を支持する骨である。上縁には両側に開く鋤骨翼を有し、その鋤骨翼によって蝶形骨と共に口外骨鞘突管をなす。側面観は滑らかな平板状であり、後上方から前下方に向かい溝が走っている。

## 鋤骨と連結する骨
- 口蓋骨
- 上顎骨
- 篩骨
- 蝶形骨